# 3264 Bounty
A 3264 Bounty (ideiglenes jelöléssel 1934 AF) a Naprendszer kisbolygóövében található aszteroida. Karl Wilhelm Reinmuth fedezte fel 1934. január 7-én.